# Stan Okoye
Stanley Onyekachukwu "Stan" Okoye (Raleigh, Carolina del Norte, 10 de abril de 1991) es un jugador de baloncesto estadounidense nacionalizado nigeriano que pertenece a la plantilla del Bàsquet Club Andorra, equipo que juega en la Liga Endesa. Con 1,98 metros de estatura juega en la posición de alero.

## Trayectoria deportiva

### Inicios
Stanley Onyekachukwu Okoye nació en Raleigh, Carolina del Norte, de padres nigerianos el 10 de abril de 1991. Empezó a jugar al baloncesto desde muy pequeño, si bien no quiso formar parte de ningún equipo federado hasta que a los 14 años entró en el de su instituto, Knightdale High School.

### Universidad
Jugó cuatro temporadas con los Keydets del Instituto Militar de Virginia, en las que promedió 17,4 puntos, 7,8 rebotes, 1,7 asistencias y 1,2 robos de balón por partido. En su primera temporada fue incluido en el mejor quinteto freshman de la Big South Conference, más tarde, en 2012 lo hizo en el segundo mejor quinteto absoluto, y ya en 2013 en el primero, siendo además elegido Jugador del Año de la conferencia.

### Profesional
Tras no ser elegido en el Draft de la NBA de 2013, en agosto fichó por el equipo griego del Ikaros Kallitheas B.C., pero no llegó a disputar ni un partido. En octubre fichó por el Elitzur Maccabi Netanya para el resto de la temporada, pero únicamente llegó a disputar cuatro partidos, en los que promedió 8,5 puntos y 7,3 rebotes.
En febrero de 2014 fichó por el Perth Redbacks de la State Basketball League, una liga semiprofesional de Australia. Jugó 30 partidos, en los que promedió 28,0 puntos y 11,2 rebotes.
En 16 de agosto de 2014 firmó contrato con el Pallacanestro Varese de la Lega Basket Serie A italiana, Jugó una temporada en la que promedió 5,4 puntos y 3,9 rebotes por partido.
En agosto de 2015, sin dejar Italia, firmó con el Olimpia Basket Matera de la Serie A2, donde permaneció haste febrero de 2016 cuando dejó el equipo para fichar por el Pallacanestro Trapani, donde acabó la temporada promediando 10,9 puntos y 7,3 rebotes por partido.
En septiembre de 2016 fichó por el Amici Pallacanestro Udinese, donde estuvo una temporada para regresar de nuevo a las filas del Pallacanestro Varese donde logró ser el tercer clasificado en la lucha por el MVP de la Lega Basket Serie A 2017-18
En julio de 2018 se comprometió por una temporada con el Tecnyconta Zaragoza de la Liga ACB. Tras promediar 14,8 puntos (tercero de la competición), 5,1 rebotes, 1,4 asistencias y 13,7 puntos de valoración en la temporada regular, es elegido para el Quinteto Ideal de la ACB y se clasificó junto con su equipo para los playoffs llegando a disputar las semifinales.
Tras una temporada en Zaragoza, en julio de 2019 fichó por el Herbalife Gran Canaria.
El 13 de julio de 2021, regresa al Casademont Zaragoza, equipo que juega en la Liga ACB y en el que había militado en la temporadada 2018-2019.
El 6 de diciembre de 2022, firma por el Givova Scafati de la Lega Basket Serie A.
El 11 de julio de 2023, firma por el Bàsquet Club Andorra de la Liga Endesa.

### Selección nacional
Es miembro de la selección de Nigeria desde el año 2013, logrando la medalla de oro en el AfroBasket 2015 disputado en Túnez, donde promedió 3,6 puntos y 2,0 rebotes por partido.